# Зіріково (Гафурійський район)
Зірі́ково (рос. Зириково, башк. Ерек) — присілок у складі Гафурійського району Башкортостану, Росія. Входить до складу Бурлинської сільської ради.
Населення — 161 особа (2010; 198 в 2002).
Національний склад:
- башкири — 99%

На схід від села розташований Географічний центр Республіки Башкортостан.